# Methysia aenetus
Methysia aenetus là một loài bướm đêm thuộc phân họ Arctiinae, họ Erebidae.